# Trinkwaldsee
Der Trinkwaldsee ist ein Teich und ein Hochwasserrückhaltebecken in der Gemarkung der Gemeinde Sternenfels des baden-württembergischen Enzkreises.

## Lage und Beschreibung
Der See liegt naturräumlich am Westrand des Strombergs im Strombergvorland, einem Teil des Unterraums Kraich-Saalbach-Hügelland des Kraichgaus, und im Naturpark Stromberg-Heuchelberg. Er ist südwestlich knapp einen Kilometer von der Ortsmitte des Dorfes Sternenfels entfernt und steht, vom Tierpark Sternenfels umschlossen, in der Talmulde des obersten Kraichbachs, der von Südosten her in ihn einfließt. Ein weiterer, kürzerer Zufluss läuft vom Sternenfelser Ortsrand im Nordosten her zu.
Der Spiegel des Sees hat gewöhnlich eine Höhe von etwa 272 m ü. NHN, er ist etwa 80 Meter lang, 60 Meter breit und bedeckt eine Fläche von etwa 0,45 ha. Das Einzugsgebiet ist etwas über 0,9 ha groß. Gewöhnlich hält der 1979 hinter einem Erddamm angestaute See 7.200 m³ Wasser, er dient außer Freizeitzwecken und der Fischzucht aber auch als Hochwasserrückhaltebecken und kann weitere 600 m³ aufnehmen, die ungesteuert wieder abfließen.
Der See liegt im Gipskeuper (Grabfeld-Formation) des Mittelkeupers, in den in der Talaue breit holozäner Auenlehm eingelagert ist. An den Hängen streicht schon wenig über dem Gipskeuper der Schilfsandstein (Stuttgart-Formation) aus.

### LUBW
Amtliche Online-Gewässerkarte mit passendem Ausschnitt und den hier benutzten Layern: Trinkwaldsee und Umgebung

Allgemeiner Einstieg ohne Voreinstellungen und Layer: Daten- und Kartendienst der Landesanstalt für Umwelt Baden-Württemberg (LUBW) (Hinweise)
1. ↑  Schutzgebiet nach dem einschlägigen Layer.
2. ↑  Höhe nach dem Höhenlinienbild auf dem Hintergrundlayer Topographische Karte.
3. ↑  Dimensionen abgemessen auf dem Hintergrundlayer Topographische Karte.
4. ↑  Seefläche nach dem Layer Stehende Gewässer.
5. ↑  Einzugsgebiet abgemessen auf dem Hintergrundlayer Topographische Karte.
6. ↑  Daten des Hochwasserrückhaltebeckens nach dem Layer Stauanlage.

### Andere Belege
1. ↑  Josef Schmithüsen: Geographische Landesaufnahme: Die naturräumlichen Einheiten auf Blatt 161 Karlsruhe. Bundesanstalt für Landeskunde, Bad Godesberg 1952. → Online-Karte (PDF; 5,1 MB)
2. ↑  Geologie nach den Layern zu Geologische Karte 1:50.000 auf: Mapserver des Landesamtes für Geologie, Rohstoffe und Bergbau (LGRB) (Hinweise)